# Das Haus in der Karpfengasse
Das Haus in der Karpfengasse ist ein deutscher Spielfilm von Kurt Hoffmann aus dem Jahr 1963 mit Edith Schultze-Westrum und Wolfgang Kieling in den Hauptrollen. Das Drehbuch von Gerd Angermann basiert auf dem gleichnamigen Roman des österreichisch-israelisch-jüdischen Schriftstellers Moscheh Ya’akov Ben-Gavriêl. In der Bundesrepublik kam der Schwarzweiß-Film am 12. März 1965 erstmals ins Kino. Davor war er schon – verteilt auf drei Abende – im Fernsehen der ARD zu sehen gewesen. Der Westdeutsche Rundfunk hatte drei Viertel der Kosten übernommen.

## Handlung
Die im Titel genannte Karpfengasse liegt im alten Judenviertel von Prag. Das Gebäude mit der Hausnummer 115 beherbergt in seinen drei Stockwerken ganz unterschiedliche Menschen: Tschechen, Deutsche und viele Juden. Für sie alle bricht eine neue, fürchterliche Zeit an, als am 15. März 1939 die deutsche Wehrmacht in Tschechien eindringt und das „Protektorat Böhmen und Mähren“ ausruft.
Die alte jüdische Witwe Kauders will zu ihrem „verlorenen Sohn“ nach Brasilien. Die Recherchen, die man über sie anstellt, die zahllosen Gänge zu den NS-Behörden, die rohe Behandlung, die ihr zuteilwird, rauben der Frau die letzte Kraft, und sie bricht zusammen. Der unbeholfene, unpolitische böhmisch-deutsche Buchhändler Marek verliert den Verstand, als seine Frau ihn mit einem – ebenfalls volksdeutschen – Leutnant zu betrügen beginnt und sich eines Tages auf der Seite der neuen Herren im Lande ganz von ihm lossagt. Die Familien Lederer und Laufer, eng als Inhaber einer „Papierwarenhandlung en gros“ miteinander verbunden, werden auseinandergerissen: Dem Ehepaar Laufer gelingt im letzten Augenblick die Ausreise; der Kompagnon, der sich nicht zur Auswanderung entschließen kann, zündet sein Geschäftshaus an und kommt in den Flammen um.
Das Ehepaar Mautner – er ein Zyniker, sie eine hysterische Kranke – tritt den Weg in die Verbannung an. Aber auch für den deutschen Hausverwalter Glaser und seinen Sohn – Parteimitglied der eine, SA-Mann der andere – bricht keine so rosige Zeit an: Verfehlungen in der Vergangenheit (der Alte hat mit einer Jüdin ein nichteheliches Kind) und nassforscher Opportunismus (der Junge wird in einer provozierten Saalschlacht zusammengeschlagen) vergällen ihnen die Freude am veränderten Dasein. Božena, die tschechische Hausmeistertochter, arbeitet jedoch in einer Widerstandsgruppe. Auch ihr Ende ist tragisch: Sie wird am 27. Oktober bei Demonstrationen verhaftet und geht mit anderen einem ungewissen Schicksal entgegen.

## Produktionsnotizen
Das Haus in der Karpfengasse entstand vom 23. Oktober bis 17. Dezember 1963 in den Barrandov Studios von Prag. Es ist der einzige Ausflug des Unterhaltungsfilmregisseurs Hoffmann ins ernste Fach. Die Uraufführung des Films fand als dreiteiliger Fernsehfilm in der ARD statt. Ausstrahlungstermine waren der 7., der 9. und der 11. März 1965. Im Kino lief der um 46 Minuten gekürzte Film am 12. März 1965 an, in der DDR am 14. Mai 1965.
Pulver-Ehemann Helmut Schmid, der hier eine Nebenrolle spielte, diente Regisseur Hoffmann auch als Regieassistent.

## Kritik
Der Spiegel schreibt in seiner Kritik vom 24. März 1965 auf Seite 128 f.: „Der Film nach dem gleichnamigen Roman des israelischen Schriftstellers Ben-Gavriêl ist eines der wenigen deutschen Nachkriegslichtspiele, die sich mit dem Schicksal jüdischer Menschen während der NS-Zeit auseinandersetzen. Regisseur Kurt Hoffmann ("Schloß Gripsholm") konnte, trotz des prämiierten Drehbuchs (200.000 Mark), lange keinen Verleiher finden – jetzt vertreibt die junge und hochstrebende Firma "neue filmform heiner braun" die wirklichkeitsnahen Bilder der NS- und SS-Vergangenheit. Erst die Finanzhilfe des Westdeutschen Rundfunks machte den Film möglich; er wurde deshalb, noch vor dem Kinostart, als dreiteiliger Fernsehbeitrag zur "Woche der Brüderlichkeit" gesendet. Die harte Szenenfolge über die stets tragischen Geschicke der jüdischen Karpfengasse-Bewohner hat nur einen Schönheitsfehler: Die Film-Karpfengasse ist nicht die echte Prager Karpfengasse, sondern die Meiselgasse.“
Im film-dienst ist zu lesen: „Die plastische Anschaulichkeit des Romans verfehlt der von Kurt Hoffmann in Prag gedrehte Film gleich zu Anfang. Zwar verdeutlichen einige Dokumentaraufnahmen die äußeren Vorgänge. Aber nicht alle Bewohner des Miethauses werden vorgestellt, später auch nur einige von ihnen. Das erschwert Übersicht und Zusammenhang, verfolgt die Spur der teuflischen Systematik mehr zufällig und bereitet die Verhaftung der einer Widerstandsgruppe zugehörenden Hausmeisterstochter Božena spannungsträchtig vor. (…) Gleichwohl sei Kurt Hoffmanns Verdienst nicht unterschätzt. Mit bemerkenswertem Einfühlungsvermögen, das nie die Positionen der unmenschlichen Unterdrücker und der menschlich-allzumenschlichen Unterdrückten verwischt, dringt er in Milieu und Mentalität der Prager Karpfengasse ein. Ben-Gavriêls Roman blieb unverfälscht. Der ihn stark verkürzende Film setzt jedoch die historisch-soziologischen Bedingtheiten zu sehr voraus, um noch mitreißen zu können. Für Jugendliche ist es daher schwer, sich ohne klärendes Gespräch zurechtzufinden. Die deutsche Spielfilmproduktion hat in den letzten Jahren nichts Vergleichbares vorzuweisen, das ein so starkes inneres Verhältnis zu der gestellten Aufgabe erkennen ließe. Schon deshalb und ungeachtet seiner künstlerischen Schwächen ist der Film einer Empfehlung in der Jahresbestliste der Filmliga wert.“

„Obschon die Inszenierung nicht zu künstlerischer Geschlossenheit vordringt, ist der bild- und darstellungsintensive Film schon wegen seines Einfühlungsvermögens in Land und Leute sehenswert.“

„Kurt Hoffmann adaptierte überraschend gut den Roman von Ben-Gavriêl. Man kann die Arbeit – trotz einiger Schwächen – als wichtigen Beitrag zur Bewältigung unserer Vergangenheit empfehlen.“

## Auszeichnungen
Das am 27. Juni 1965 verliehene Filmband in Gold gab es für:
- Das Haus in der Karpfengasse als bester Spielfilm. Die Prämie belief sich auf 350.000 DM
- Kurt Hoffmann als bester Regisseur
- Gerd Angermann als bester Drehbuchautor
- Jana Brejchová als beste Hauptdarstellerin
- Zdeněk Liška für die beste Filmmusik.

Ebenfalls für das Filmband in Gold nominiert war Edith Schultze-Westrum.
- Aufnahme in die Jahresbestenliste der Katholischen Film- und Fernsehliga
- Monatsbester der Evangelischen Filmgilde
- Die Filmbewertungsstelle Wiesbaden erteilte dem Streifen das Prädikat ‚Besonders wertvoll‘.[6]